# آهولد دلهيز
آهولد دلهيز هي مجموعة دولية ظهرت سنة 2016، وذلك لتعويض مجموعة دلهيز.